# Per Frandsen
Per Frandsen (Koppenhága, 1970. február 6. –), dán válogatott labdarúgó.
A dán válogatott tagjaként részt vett az 1992. évi nyári olimpiai játékokon és az 1998-as világbajnokságon.

## Sikerei, díjai
FC København
- Dán kupa (1): 1995